# John Demjanjuk
John Demjanjuk (rodným jménem Ivan Mykolajovyč Demjaňuk; ukrajinsky Іван Миколайович Дем'янюк) (3. dubna 1920 Kozjatyn – 17. března 2012 Bad Feilnbach) byl sovětský druhoválečný zajatec a bývalý voják rudé armády. Později získal americké občanství a pracoval jako automobilový dělník. Podle střediska Simona Wiesenthala patřil mezi nejhledanější nacistické válečné zločince.

## Obvinění z válečných zločinů
Narodil se ve vesnici Dubovi Macharynci v dnešní vinnycké oblasti tehdy na západě Ukrajinské sovětské socialistické republiky. Před službou v sovětské armádě pracoval v kolchozu jako traktorista. Po německé invazi Sovětského svazu v roce 1941 byl odveden do rudé armády. Po bitvě na východě Krymu byl zajat a dostal se do německého koncentračního tábora pro sovětské válečné zajatce.
Přežil útrapy a byl odeslán jako dobrovolník do koncentračního táboru Trawniki, kde probíhal výcvik stráží táborů rekurtovaných z řad sovětských válečných zajatců. Později měl působit jako dozorce v koncentračních táborech Majdanek, Sobibor a Flossenbürg, dále byl při potlačení Varšavského povstání. Prohlašoval, že se na začátku roku 1945 připojil k Ruské osvobozenecké armádě, také známé jako Vlasovova armáda, kterou organizovalo nacistické Německo v boji proti Rudé armádě. Mnoho sovětských válečných zajatců dobrovolně sloužilo pod nacistickým velením, aby se ze zajateckých táborů, kde 2,8 milionu sovětských válečných zajatců zemřelo hlady, podchlazením a bylo popraveno, dostalo na svobodu. Tyto neněmecké dobrovolníky, kteří sloužili v německých cizích legionech, v pomocných nebojových polovojenských a civilních sborech, německé velení označovalo jako Freiwillige - německé slovo pro dobrovolníka, a také jako Hilfswilliger, doslova ochotné pomoci, často zkracováno na Hiwi. Podle generálporučíka Władysława Anderse okolo roku 1942 bylo jen ze Sovětského svazu asi milion takových dobrovolníků.
Po válce 9. února 1952 se svou manželkou a dítětem na palubě lodi USS General W. G. Haan dorazili do New Yorku, kde žil pod jménem John Demjanjuk. Dne 14. listopadu 1958 se stal naturalizovaným občanem Spojených států amerických. V roce 1988 byl v Jeruzalémě odsouzen k trestu smrti za podíl na masovém vyvražďování Židů, v roce 1993 byl ale rozsudek zrušen, protože se prokázalo, že se stal obětí záměny osob. Byl považován za Ivana Hrozného, který byl velící dozorce v Treblince a přibližně o dekádu starší - předpokládalo se, že se narodil v roce 1911. Po rozpadu Sovětského svazu roku 1991 se však zjistilo, že Ivan Hrozný zemřel v roce 1943 pod vlastním jménem Marčenko. Má se za to, že o tom CIA věděla. Po procesu se v září 1993 vrátil do svého domova v Ohiu.
Později na něj vydalo zatykač Německo, neboť podle německého centrálního úřadu pro objasňování nacistických zločinů se ve vyhlazovacím táboře Sobibor od března do konce září 1943 spolupodílel na smrti tisíců lidí. Podle tohoto úřadu existuje dostatek důkazů, že jako dozorce osobně vodil v Sobiboru Židy do plynových komor.

## Spor o deportaci z USA
Spojené státy americké ho zbavily amerického občanství. Počátkem května 2009 zamítl Nejvyšší soud Spojených států amerických žádost o zastavení deportace Demjanjuka do Německa. V Mnichově byl obžalován z podílu na spolupachatelství vražd nejméně 29 tisíc Židů. Demjanjuk svou vinu popíral a tvrdil, že sloužil v sovětské armádě a že v roce 1942 padl do německého zajetí. Své deportaci ze Spojených států amerických do Německa se snažil zabránit nepravdivým zveličováním svých zdravotních obtíží. Dne 12. května 2009 byl letecky deportován ze Spojených států amerických do Německa. Přesně za dva roky, 12. května 2011 byl odsouzen na pět let vězení, kvůli vysokému věku však do výkonu trestu nenastoupil. Zemřel 17. března 2012 v pečovatelském ústavu v Rosenheimu ve věku 91 let.

## Dokument
O Johnu Demjanjukovi vznikla roku 2019 pětidílná dokumentární série pod názvem Ďábel od vedle (anglicky "The Devil Next Door") z produkce internetové televize Netflix.